# 아들란 카차예프
아들란 카차예프(Adlan Katsayev)는 러시아의 축구 선수이다. 현재 미드필더로 활동하고 있으며, 본명은 아들란 젤림하노비치 카차예프(Адлан Зелимханович Кацаев)이다.